# Structure pyramidale des ligues de football en Slovaquie
La structure pyramidale des ligues de football en Slovaquie est le système de classement officiel des ligues et divisions du football slovaque.

## Généralités
La première division slovaque de football a été créée sous sa forme actuelle en 1993, lorsque le championnat tchécoslovaque a été supprimé après la fin de la fédération avec la République tchèque.
La deuxième division de football en Slovaquie s'appelle 2. Liga et compte 14 équipes. La troisième division (connue sous le nom de 3. Liga) se compose de deux divisions, Est et Ouest.

## Structure
Structure des championnats pour la saison 2024-2025.
| Niveau Clubs | Divisions                                                                 | Divisions | Divisions | Divisions |
| ------------ | ------------------------------------------------------------------------- | --- | --- | --- |
| 1 12         | I. Liga (Niké Liga) 12 clubs                                              | I. Liga (Niké Liga) 12 clubs | I. Liga (Niké Liga) 12 clubs | I. Liga (Niké Liga) 12 clubs |
| 2 14         | II. Liga (MONACObet liga) 14 clubs                                        | II. Liga (MONACObet liga) 14 clubs | II. Liga (MONACObet liga) 14 clubs | II. Liga (MONACObet liga) 14 clubs |
| 3 33         | III. Liga Ouest 17 clubs                                                  | III. Liga Ouest 17 clubs | III. Liga Est 16 clubs | III. Liga Est 16 clubs |
| 4 63         | IV. Liga (BFZ) 16 clubs                                                   | IV. Liga (ZsFZ) 17 clubs | IV. Liga (SsFZ) 14 clubs | IV. Liga (VsFZ) 16 clubs |
| 5 102        | V. Liga (BFZ) 16 clubs                                                    | V. Liga (ZsFZ) Nord-ouest - 14 clubs Sud-est - 16 clubs | V. Liga (SsFZ) Nord - 14 clubs Sud - 14 clubs | V. Liga (VsFZ) Nord - 14 clubs Sud - 14 clubs |
| 6 225        | VI. Liga (BFZ) Bratislava-ville - 14 clubs Bratislava-campagne - 14 clubs | VI. Liga (ZsFZ) Nord - 16 clubs Ouest - 15 clubs Sud - 11 clubs Est - 16 clubs Centre - 16 clubs | VI. Liga (SsFZ) Groupe A - 14 clubs Groupe B - 14 clubs Groupe C - 14 clubs Groupe D - 13 clubs | VI. Liga (VsFZ) Podtatranská - 14 clubs Šarišská - 14 clubs Zemplínska - 14 clubs Košicko-Gemerská - 14 clubs Vihorlatsko-Dukelská - 12 clubs |
| 7 8 9        | VII. Liga (BFZ) Bratislava-ville - 10 clubs Bratislava-campagne - 9 clubs | Fédérations régionales Dunajská Streda VII. Liga VIII. Liga Galanta VII. Liga Komárno VII. Liga Levice VII. Liga VIII. Liga Nitra VII. Liga VIII. Liga A VIII. Liga B Nové Zámky VII. Liga VIII. Liga Považská Bystrica VII. Liga VIII. Liga Prievidza VII. Liga VIII. Liga A VIII. Liga B IX. Liga Senica VII. Liga VIII. Liga IX. Liga Topoľčany VII. Liga VIII. Liga Trenčín VII. Liga VIII. Liga North VIII. Liga South IX. Liga Trnava VII. Liga VIII. Liga A VIII. Liga B IX. Liga | Fédérations régionales Banská Bystrica VII. Liga VIII. Liga Kysuce VII. Liga Dolný Kubín VII. Liga VIII. Liga Liptov VII. Liga VIII. Liga IX. Liga Lučenec VII. Liga Martin (Turiec) I. trieda II. trieda Rimavská Sobota VII. Liga Veľký Krtíš VII. Liga Zvolen I. trieda II. trieda Žiar nad Hronom VII. Liga VIII. Liga Žilina I. trieda II. trieda III. trieda | Fédérations régionales Bardejov VII. Liga VIII. Liga Humenné VII. Liga VIII. Liga Košice-country VII. Liga VIII. Liga Michalovce VII. Liga VIII. Liga Podtatranský FZ VII. Liga VIII. Liga Prešov VII. Liga VIII. Liga IX. Liga Rožňava VII. Liga Spišský OFZ VII. Liga Stará Ľubovňa VII. Liga Svidník (Ondava) VII. Liga Trebišov VII. Liga Vranov nad Topľou VII. Liga |

- BFZ = Ligue régionale de Bratislava
- ZsFZ = Ligue régionale Ouest
- SsFZ = Ligue régionale du Centre
- VsFZ = Ligue régionale de l'Est